# Presidente Kubitschek
Presidente Kubitschek là một đô thị thuộc bang Minas Gerais, Brasil. Đô thị này có diện tích 189,546 km², dân số năm 2007 là 2978 người, mật độ 15,6 người/km².